# Yvonne Lefébure
Pour les articles homonymes, voir Lefébure.
Yvonne Lefébure, née le 29 juin 1898 à Ermont et morte le 23 janvier 1986 à Paris, est une pianiste française. Elle mène au cours de sa longue vie une double carrière de virtuose et de pédagogue.

## Biographie
Née à Ermont, elle entre à l'âge de neuf ans au Conservatoire national de musique et de déclamation à Paris, où elle est élève d'Alfred Cortot (piano), Maurice Emmanuel et Charles-Marie Widor (fugue). Elle prend également des leçons particulières avec Cortot. Enfant prodige, elle remporte dès l'âge de quatorze ans, un premier prix de piano dans la classe de Cortot, ainsi que dans six autres matières.
Très jeune, elle joue avec l'Orchestre des Concerts Lamoureux avec Camille Chevillard et l'Orchestre des Concerts Colonne avec Gabriel Pierné, ainsi qu'en récital.
Liée aux grands musiciens de son temps, Gabriel Fauré, Maurice Ravel, Paul Dukas, elle se fait leur interprète favorite quand elle ne se produit pas sous la baguette de chefs tels que Wilhelm Furtwängler, Adrian Boult, Igor Markevitch, ou en compagnie de Pablo Casals, au festival de Prades en 1950, puis souvent ensuite. Elle épouse le chef d'orchestre et musicologue Fred Goldbeck en 1947.
Elle enseigne à l'École normale de musique de Paris (1924–1939 puis à nouveau en 1972–1973), au Conservatoire national supérieur de musique à Paris (1952–1967) et au Conservatoire Européen de Musique de Paris (1967–1985), et elle donne des classes de maître à son propre festival de Saint-Germain-en-Laye, où elle crée en 1968, le prix Debussy. Parmi ses élèves, on peut citer : Annie Bélis, Hélène Boschi, Catherine Collard, Imogen Cooper, Évelyne Crochet, Janina Fialkowska (en), Samson François, Emmanuelle Haïm, Gérard Jouannest, István Kassai (en), André Laplante Michaël Levinas, Dinu Lipatti, Branka Musulin, Françoise Thinat, Pierre Réach, Jean-Marc Savelli (en), Setrak, Avi Schönfeld (en).Suzanne Fournier
Dotée d'un esprit curieux de tout, elle est proche du peintre Raoul Dufy et du philosophe Alain, qui lui consacre deux « propos »[réf. nécessaire].

## Hommages
Elle a reçu en dédicace, un certain nombre de compositions : Henri Martelli (5 Danses), Jean Rivier (Torrents), Maurice Emmanuel (Sixième sonatine), Henry Barraud (4 Impromptus), Georges Migot (Scorpion).

## Discographie
Yvonne Lefébure a peu enregistré, trouvant le résultat au disque plus froid que le concert. C'est avec la proposition d'Yvette Carbou, au début des années 1970, d'enregistrer Maurice Emmanuel pour le label FY/Solstice que commence sa discographie. Elle poursuit avec des enregistrements de Schubert, Beethoven, Bach, Debussy, Fauré et Dukas. Cette étiquette a publié en 2016 un coffret hommage de 24 disques (SOCD 321/44), intitulé « Yvonne Lefébure, une légende du piano », dont un disque d'entretiens, avec Bernard Deutsch (1981), Laurent Asselineau (une classe de maître de 1979 — quatrième Ballade de Chopin) et Jacques Chancel (extrait d'une Radioscopie de 1976), entièrement transcrit dans le livret. Les 23 autres disques rassemblent les enregistrements pour EMI, pour Solstice et quatorze œuvres issues d'archives inédites de la radio, conservées à l'INA ou à l'étranger.